# Slammiversary (2022)
Slammiversary 2022 fue un evento de pago por visión de lucha libre profesional producido por Impact Wrestling. Tuvo lugar el 19 de junio de 2022 en The Fairgrounds Nashville en Nashville, Tennessee.
Celebrando el vigésimo aniversario de Impact Wrestling, con el espectáculo exactamente 20 años después del día del primer evento promovido por Impact (entonces Total Nonstop Action Wrestling), será el vigésimo evento bajo la cronología de Slammiversary y el tercer evento pago por visión de Impact Wrestling en el 2022.

## Resultados
- Pre-Show: Rich Swann derrotó a Brian Myers y retuvo el Campeonato de los Medios Digitales de Impact.
  - Swann cubrió a Myres después de un «450 Splash».
- Pre-Show: Shark Boy ganó el Reverse Battle Royal.
  - Shark Boy cubrió a Johnny Swinger después de un «Shellshock Stunner».
  - Los otros participantes fueron: Zicky Dice, Chris Bey, David Young, Shera, Raj Singh, Bhupinder Gujjar, Crazzy Steve, Shogun, Aiden Prince, Nate Webb, Mike Jackson, Steve Maclin, Chase Stevens y Slash.
- Mike Bailey derrotó a Ace Austin (c), Trey, Andrew Everett, Alex Zayne y Kenny King en un Ultimate X Match y ganó el Campeonato de la División X de Impact.
  - Bailey ganó la lucha después de descolgar el campeonato.
  - Originalmente Jack Evans iba a participar de la lucha, pero fue reemplazado por Everett debido a una lesión.
- Rosemary & Taya Valkyrie derrotaron a The Influence (Madison Rayne & Tenille Dashwood) y ganaron el Campeonato de Knockouts en Parejas de Impact.
  - Rosemary cubrió a Rayne después de un «Spinebuster».
- Sami Callihan derrotó a Moose en un Monster's Ball Match.
  - Callihan cubrió a Moose después de un «Cactus Driver 97».
- The Good Brothers (Doc Gallows & Karl Anderson) derrotaron a The Briscoes (Jay Briscoe & Mark Briscoe) y ganaron el Campeonato Mundial en Parejas de Impact.
  - Anderson cubrió a Jay después de un «Magic Killer».
  - Después de la lucha, America's Most Wanted (James Storm & Chris Harris) celebraron con The Good Brothers y The Briscoes.
- Impact Originals (Alex Shelley, Chris Sabin, Frankie Kazarian, Nick Aldis & Davey Richards) derrotaron a Honor No More (Eddie Edwards, Matt Taven, Mike Bennett, PCO & Vincent) (con Maria Kanellis).
  - Sabin cubrió a PCO después de un «Cradle Shock».
  - Durante la lucha, Maria y Kenny King interfirieron a favor de Honor No More, mientras que Tracy Brooks y D'Lo Brown interfirieron a favor de Impact Originals.
- Jordynne Grace derrotó a Tasha Steelz (c) (con Savannah Evans), Deonna Purrazzo, Mia Yim y Chelsea Green en un Queen of the Mountain Match y ganó el Campeonato de Knockouts de Impact.
  - Green se clasificó después de cubrir a Steelz con un «Roll-Up».
  - Yim se clasificó después de cubrir a Green con un «Bridged German Suplex».
  - Purrazzo se clasificó después de rendir a Steelz con un «Fujiwara Armbar».
  - Steelz se clasificó después de cubrir a Yim con un «Roll-Up».
  - Grace se clasificó después de cubrir a Steelz con un «Grace Driver».
  - Grace ganó la lucha después de colgar el campeonato.
  - Durante la lucha, Evans interfirió a favor de Steelz.
  - Durante la lucha, James atacó a Green.
  - Mickie James fue la invitada especial de la lucha.
- Josh Alexander derrotó a Eric Young (con Deaner y Joe Doering) y retuvo el Campeonato Mundial de Impact.
  - Alexander cubrió a Young después de un «C4 Spike».
  - Durante la lucha, Violent by Design interfirió a favor de Young.